# 가타가미시
가타가미시(일본어: 潟上市)는 일본 아키타시 북서쪽, 오가시 남동쪽에 있는 아키타현의 시이다.

## 개요
하치로호, 동해와 접한다. 인구가 증가 경향에 있어 전체적으로 감소 경향에 있는 아키타현에서는 얼마 안되는 사례이다. 호난 지구의 미나미아키타군 덴노정, 이타가와정, 쇼와정이 2005년 3월 22일에 합병해 탄생했다. 구 쇼와정 지역은 인구 감소가 멈추지 않았지만 JR 오쿠보역 부근이 개발되고 있어 주택·의료 관계가 정비되고 있다. 교외형 대형 점포가 증가하는 중에도 상점가가 견고하게 남아 있는 것도 특색이다. 구 이타가와정 지역은 주택과 논이 차지하는 비율이 높은 편이고 면적이 아키타현의 시 중에서 가장 좁다.
가타가미라는 지명은 하치로가타의 위쪽에 있는 데에서 유래한다.

## 인접하는 자치체
- 아키타시
- 오가시
- 미나미아키타군 이카와정

## 역사
- 1889년 4월 1일 - 정촌제 시행과 함께 미나미아키타군 덴노촌·오쿠보촌·이타가와촌·도요카와촌이 성립하였다.
- 1924년 4월 1일 - 오쿠보촌이 정으로 승격해 오쿠보정이 되었다.
- 1935년 11월 30일 - 이타가와촌이 정으로 승격해 이타가와정이 되었다.
- 1942년 3월 24일 - 오쿠보정·이타가와정이 합병해 쇼와정이 성립하였다.
- 1942년 4월 1일 - 쇼와정·도요카와촌이 합병해 쇼와정이 되었다.
- 1950년 7월 1일 - 쇼와정의 일부가 미나미아키타군 도요카와촌으로 분리되었다.
- 1950년 9월 28일 - 쇼와정의 일부가 미나미아키타군 이타가와정으로 분리되었다.
- 1955년 1월 1일 - 쇼와정이 미나미아키타군 가미아시촌의 일부를 편입하였다.
- 1956년 9월 30일 - 쇼와정·도요카와촌이 재차 합병해 미나미아키타군 쇼와정이 성립하였다.
- 1961년 11월 3일 - 덴노촌이 정으로 승격해 덴노정이 되었다.
- 2005년 3월 22일 - 덴노정·이타가와정·쇼와정이 합병(신설 합병)해 가타가미시가 성립하였다.

## 교통

### 철도
- 동일본 여객철도
  - 오가선
  - 오우 본선

### 도로
- 아키타 자동차도
- 국도 7호선
- 국도 101호선

## 인구
| 연도 | 인구   | ±%     |
| ---- | ------ | ------ |
| 1950 | 28,272 | —      |
| 1960 | 28,338 | +0.2%  |
| 1970 | 28,678 | +1.2%  |
| 1980 | 32,895 | +14.7% |
| 1990 | 33,470 | +1.7%  |
| 2000 | 35,711 | +6.7%  |
| 2010 | 34,443 | −3.6%  |